# 上北澤
上北澤（日语：／ Kami-kitazawa */?）是東京都世田谷區的町名。已實施住居表示。現行行政地名為上北澤一丁目至五丁目。2013年9月1日為止的人口有15,151人。郵遞區號156-0057。

## 地理
位於東京都世田谷區中北部，屬烏山地域。由南往北依序為一～五丁目。東鄰櫻上水，南接船橋，西通八幡山，北連杉並區上高井戶、下高井戶。主要道路有五丁目的環八通，四、五丁目交界的甲州街道（國道20號），二丁目與八幡山交界的赤堤通，一丁目與櫻上水交界的荒玉水道道路。
一丁目多為住宅區。東京都立松澤醫院、東京都立中部總合精神保健中心占據二丁目大部分地區，居住人口僅131人（2013年9月1日）。三、四丁目分別在京王線上北澤站南北兩側，為車站商店街，北側四丁目商店眾多。五丁目東、西、北3方被杉並區上高井戶所包圍。
此外，距離關東巴士的上北澤5丁目巴士站最近的車站是八幡山站。

### 河川
此地是北澤川水源地。地形上大多平坦，地勢由北向南逐漸降低。

## 歷史
此地為舊武藏國荏原郡上北澤村。1889年（明治22年）與松原村、赤堤村合併，為松澤村大字上北澤。1932年（昭和7年）編入東京市，為世田谷區上北澤一丁目至三丁目。1966年（昭和41年）10月1日，實施住居表示，舊上北澤二丁目一部與上北澤三丁目大部分地區合併，成立現行的上北澤一丁目至五丁目。

### 地名由來
古代世田谷沼澤遍布，此地相對南方的深澤、奧澤、馬引澤是位在北方而名「北澤」。後北澤地區過於廣大再分為「上北澤」、「下北澤」。

## 交通

### 鐵路
大部分地區可利用京王線上北澤站，二丁目與五丁目一部分可利用八幡山站，四丁目一部分可利用櫻上水站。

### 道路
- 國道20號
- 東京都道311號環狀八號線
- 東京都道428號高圓寺砧淨水場線（荒玉道路）
- 赤堤通（一部分為古府中道）

## 設施
- 世田谷區上北澤社區營造出張所（世田谷区上北沢まちづくり出張所）
- 上北澤小學校
- 上北澤櫻並木
- 上北澤區民中心
- 上北澤圖書館
- 上北澤兒童館
- 賀川豐彦紀念松澤資料館
- 都營上北澤第2公寓
- 上北澤汽車學校

### 商業設施
- 京王retnade（京王リトナード）八幡山東側
  - 31冰淇淋
  - 啓文堂書店 八幡山店（地址在上北澤）
  - 三菱東京UFJ銀行八幡山站前出張所
- OZEKI（オオゼキ）八幡山店
- SUMMIT（サミット）上北澤店

### 保健福祉
- 東京都立松澤醫院
- 中部總合精神保健中心 （页面存档备份，存于）（東京都福祉保健局）
- 上北澤特別養護老人之家

## 備註
1. 1 2  .   [2013-10-04]. （原始内容存档于2014-07-19）.
2. ↑  .   [2015-03-15]. （原始内容存档于2016-03-06）.

## 外部連結
- 世田谷區
- 上北澤櫻並木會議 （页面存档备份，存于）
- 中部合精神保健中心 （页面存档备份，存于）